# Hesperotychus adustus
Hesperotychus adustus är en skalbaggsart som beskrevs av Schuster och Marsh 1958. Hesperotychus adustus ingår i släktet Hesperotychus och familjen kortvingar. Inga underarter finns listade i Catalogue of Life.